# Stefan Herman
Stefan Herman (ur. 16 lipca 1902 w Warszawie, zm. 3 kwietnia 1981 w Gdańsku) – polski skrzypek, pedagog

## Życiorys
Mieszkał i uczył się w szkole powszechnej w Ostrowi Mazowieckiej. Maturę zdał w gimnazjum Księży Salezjanów w Sokołowie Podlaskim. Od 1925 studiował przez rok na Wydziale Filologicznym Uniwersytetu Warszawskiego, zaś w latach 1926–1934 w Państwowym Konserwatorium i Wyższej Szkole Muzycznej. W latach 1933–1940 prowadził klasę skrzypiec we Wszechnicy Muzycznej w Warszawie. Od 1936 występował na warszawskich estradach, m.in. w Filharmonii. Od 1938 kontynuował studia w Paryżu. Jego nauczycielami gry na skrzypcach byli Józef Jarzębski, Irena Dubiska, Henri Marteau, Claude Lamoureux i Bronisław Huberman.
Podczas okupacji hitlerowskiej mieszkał w Warszawie, gdzie udzielał prywatnych lekcji gry na skrzypcach, oraz występował w kawiarni Bolesława Woytowicza, w dawnej kawiarni artystycznej „SiM" oraz na koncertach symfonicznych prowadzonych przez Zygmunta Latoszewskiego. 
Po II wojnie światowej z żoną i córką zamieszkał w Sopocie. Od 1947 do 1950 (odsunięty za brak zgody na interwencję PZPR w koncert studentów) i od 1956 do śmierci pracował w Państwowej Wyższej Szkole Muzycznej w Sopocie, przeniesionej w 1966 do Gdańska. W 1968 otrzymał stopień docenta, zaś w 1975 profesora nadzwyczajnego. Uczył również w szkołach muzycznych niższego stopnia w Trójmieście. Wśród jego uczniów oraz studentów byli, m.in., Seweryn Krajewski, Konstanty Andrzej Kulka, Joanna Mądroszkiewicz, Mirosława Pawlak, Maciej Sobczak. Opracował pod względem wykonawczym kilka utworów Niccolò Paganiniego, René Ortmansa i Zdzisława Jahnkego. Przygotowywał audycje muzyczne dla radia. Używał skrzypiec z warsztatu Guarneriego.
Mąż Zofii (zm. 1968). Ich córka Krystyna Herman-Krzyżanowska była koncertmistrzynią Südwestdeutsche Philharmonie w Konstancji i Nürnberger Symphoniker.
Zmarł w Gdańsku, pochowany obok żony na cmentarzu katolickim w Sopocie (kwatera E3-5-2).

## Publikacje
- Lubię grać na skrzypce z fortepianem (z Władysławem Walentynowiczem), Warszawa, PWM, 1960.
- Ćwiczenia oparte na skali całotonowej na skrzypce solo, Warszawa, PWM, 1977.

## Ordery i odznaczenia
- Krzyż Oficerski Orderu Odrodzenia Polski[3]
- Krzyż Kawalerski Orderu Odrodzenia Polski[3]

## Nagrody
- Nagroda Miasta Gdańska w Dziedzinie Kultury „Splendor Gedanensis” (1973)[5]

## Upamiętnienie
18 maja 2019 w Sopocie odbyła się uroczystość nadania imienia Hermana wąwozowi pod mostkiem przy ulicy Obrońców Westerplatte w rejonie siedziby Sopockiej Szkoły Muzycznej i miejsca zamieszkania profesora. 